# L'Héritage (jeu vidéo)
Pour les articles homonymes, voir L'Héritage.
L'Héritage (Las Vegas) est un jeu vidéo édité par Infogrames sur les ordinateurs Thomson 8 bits (MO5, TO7/70 et TO9). C'est le premier jeu d'aventure dont le clavier n'est pas nécessaire, inaugurant les jeux d'aventures graphiques.[réf. nécessaire]

## Synopsis
Le protagoniste de l'histoire est un joueur, nommé Peter Stone (un jeu de mots) criblé de dettes, vivant dans un immeuble crasseux situé à New Havean, dans le Connecticut, aux USA. L'immeuble, qui comporte dix-sept étages n'a jamais été achevé. Son logement est constitué d'une unique chambre, avec un lavabo, et les toilettes sont situées « sur le palier ». Les stores sont déglingués, et le robinet fuit. L'aventure commence alors que le joueur reçoit un télégramme provenant du notaire Trucmuche (c'est son nom). Celui-ci l'informe que sa vieille tante vient de mourir et qu'elle possède une immense fortune. Notre héros pourra en hériter à condition de réitérer l'exploit qu'elle a accompli dans les années 1920 : gagner en une nuit un million de dollar aux casinos de Las Vegas. L'avion pour Las Vegas est à onze heures vingt alors qu'il reçoit le télégramme à onze heures dix,,.

## Système de jeu
Le jeu comporte trois parties : l'immeuble, l'aéroport et Las Vegas. À Las Vegas, le héros peut jouer au craps, à la boule, au jackpot, à la roulette russe. Il peut également assister à des séances de striptease.